# FAW Premier Cup
Der FAW Premier Cup (vorher FAW Invitation Cup) war ein walisischer Fußballwettbewerb, der jährlich von 1997 bis 2008 von der Football Association of Wales, dem walisischen Fußballverband, ausgetragen wurde. Nachdem 1996 die sechs in englischen Ligen spielenden walisischen Vereine vom Welsh Cup ausgeschlossen wurden, entschied die FAW einen neuen Wettbewerb zu gründen, um das wirklich beste walisische Team zu finden.

## Teilnehmer
Ursprünglich war vorgesehen, dass Cardiff City, Swansea City und AFC Wrexham aus dem englischen Ligen-System zusammen mit dem ebenfalls in England spielenden Merthyr Tydfil FC und vier Vereinen aus der League of Wales spielten. Bis 2001/02 hatte Merthyr Tydfil einen sicheren Startplatz, da die in England spielenden AFC Newport County und Colwyn Bay FC nicht eingeladen wurden. Anschließend wurde beschlossen, dass von diesen drei Clubs (Newport, Merthyr und Colwyn Bay) der jeweils bestplatzierte am FAW Premier Cup teilnehmen durfte. 
Ab der Saison 2004/05 wurde der Wettbewerb von acht auf 16 Vereine ausgeweitet. Teilnehmen dürfen fortan die zehn besten Clubs der League of Wales, die beiden bestplatzierten Clubs aus Newport County, Merthyr Tydfil und Colwyn Bay sowie die jeweiligen Gewinner des Welsh Cup und zu guter Letzt die drei in England antretenden walisischen Topclubs Cardiff City, Swansea City und AFC Wrexham.

## Final-Ergebnisse
| Jahr      | Sieger             | Engergebnis | Zweiter            | Stadion           | Zuschauer |
| --------- | ------------------ | ----------- | ------------------ | ----------------- | --------- |
| 1997/98   | AFC Wrexham        | 2:1         | Cardiff City       | Racecourse Ground |           |
| 1998/99   | Barry Town         | 2:1         | AFC Wrexham        | Racecourse Ground |           |
| 1999/2000 | AFC Wrexham        | 2:0         | Cardiff City       | Racecourse Ground |           |
| 2000/01   | AFC Wrexham        | 2:0         | Swansea City       | Vetch Field       |           |
| 2001/02   | Cardiff City       | 1:0         | Swansea City       | Ninian Park       | 6.629     |
| 2002/03   | AFC Wrexham        | 6:1         | AFC Newport County | Racecourse Ground | 4.014     |
| 2003/04   | AFC Wrexham        | 4:1         | Rhyl FC            | Belle Vue         | 2.800     |
| 2004/05   | Swansea City       | 2:1         | AFC Wrexham        | Vetch Field       | 9.000     |
| 2005/06   | Swansea City       | 2:1         | AFC Wrexham        | Racecourse Ground | 3.032     |
| 2006/07   | The New Saints FC  | 1:0         | AFC Newport County | Newport Stadium   | 1.809     |
| 2007/08   | AFC Newport County | 1:0         | AFC Llanelli       | Newport Stadium   | 1.889     |

## Übersicht
| Rang | Club                | Siege | Zweiter | Sieger-Jahre                                  |
| ---- | ------------------- | ----- | ------- | --------------------------------------------- |
| 1    | AFC Wrexham         | 5     | 3       | 1997/98, 1999/2000, 2000/01, 2002/03, 2003/04 |
| 2    | Swansea City        | 2     | 2       | 2004/05, 2005/06                              |
| 3    | Cardiff City        | 1     | 2       | 2001/02                                       |
| 3    | AFC Newport County  | 1     | 2       | 2007/08                                       |
| 5    | Barry Town          | 1     | 0       | 1998/99                                       |
| 5    | The New Saints F.C. | 1     | 0       | 2006/07                                       |
| 7    | Rhyl FC             | 0     | 1       |                                               |
| 7    | AFC Llanelli        | 0     | 1       |                                               |